# Laluo
Laluo (kinesiska: 拉洛, 拉洛乡) är en socken i Kina. Den ligger i den autonoma regionen Tibet, i den sydvästra delen av landet, omkring 260 kilometer väster om regionhuvudstaden Lhasa. Antalet invånare är 3 627. Befolkningen består av 1 737 kvinnor och 1 890 män. Barn under 15 år utgör 23,0 %, vuxna 15-64 år 70 %, och äldre över 65 år 5,0 %.
Genomsnittlig årsnederbörd är 702 millimeter. Den regnigaste månaden är juli, med i genomsnitt 200 mm nederbörd, och den torraste är november, med 4 mm nederbörd.